# 平岩正樹
平岩 正樹（ひらいわ まさき、1953年 - ）は、日本の外科医。

## 来歴
広島県広島市生まれ。広島学院高等学校を経て、東京大学理科一類に入学。1977年に東京大学工学部物理工学科を卒業後、富士写真フイルムの研究所に勤務。3か月間の勉強期間を経て、翌年東京大学理科三類に合格。1984年に東京大学医学部医学科を卒業後、東京大学医学部附属病院、国立がんセンター、共立蒲原総合病院、同愛記念病院に勤務。がん治療についての著書を数多く執筆。50歳を超えてから受験勉強を再開し、2007年東京大学文科三類に合格。2011年に東京大学文学部東洋史学科を卒業。

## 著書
- 『君、闘わずしてがん死するなかれ』（ごま書房、1997年1月）ISBN 9784341171186
- 『医者に聞けない抗癌剤の話』（海竜社、1999年8月）ISBN 9784759306002
- 『医者の私ががんに罹ったら』（小学館、2003年6月）ISBN 9784093874472
- 『抗癌剤知らずに亡くなる年間30万人』（祥伝社、2005年3月）ISBN 9784396110017
- 『がん難民にさせるものか』（実業之日本社、2006年5月）ISBN 9784408106663
- 『こうして私は53歳で、また東大生になった』（海竜社、2007年11月）ISBN 9784759309959
- 『何のために生きるか』（三笠書房、2008年4月）ISBN 9784837922704

など